# Agapanthiola
Agapanthiola is een kevergeslacht uit de familie van de boktorren (Cerambycidae). De wetenschappelijke naam van het geslacht werd voor het eerst geldig gepubliceerd in 1900 door Ganglbauer.

## Soorten
Agapanthiola omvat de volgende soorten:
- Agapanthiola leucaspis (Steven, 1817)
- Agapanthiola sinae (Dahlgren, 1986)